# Pierre Gomez (Literaturwissenschaftler)
Pierre Gomez (* 1973 in Bathurst) ist ein gambischer Literaturwissenschaftler, Hochschullehrer und Politiker. Seit Mai 2022 ist er Minister für Hochschulwesen, Forschung, Wissenschaft und Technologie in der gambischen Regierung.

## Werdegang
Gomez hat an der Université Cheikh Anta Diop de Dakar Englisch und Französisch studiert und 1998 einen Bachelor of Arts erworben. Danach studierte er in Frankreich an der Universität der Franche-Comté in Besançon und der Universität Limoges, wo er ab 1999 bis 2005 den Master of Arts und den Master of Philosophy erwarb und anschließend den PhD in vergleichender Literaturwissenschaft. 2018 absolvierte er eine Fortbildung im Bereich Höheres Bildungsmanagement an der Zhejiang Normal University in Jinhua, China.
Gomez ist Professor für vergleichende Literaturwissenschaft an der Universität von Gambia. Er war zehn Jahre Dekan der School auf Arts and Sciences und von 2020 bis 2021 stellvertretender und ab Oktober 2021 geschäftsführender Vizekanzler für akademische Angelegenheiten. Als Gastdozent war er den Universitäten in Limoges und Linnaeus (Schweden), am St. Mary’s College of Maryland (USA) und an der Universität Gaston Berger in Saint-Louis (Senegal).
Am 4. Mai 2022 wurde er vom wiedergewählten Präsidenten Adama Barrow als Minister für Hochschulwesen, Forschung, Wissenschaft und Technologie in das neue Kabinett berufen.

## Werke (Auswahl)
- Nation et nationalisme dans la littérature gambienne, Paris 2013
- Gendered voices from the Gambia, Leicester 2015 (mit Isatou Ndow)
- The long road to democracy in the Gambia, Kanifing 2017
- A geocritical representation of Banjul (Bathurst), 1816–2016, Leicester 2018 (mit Hassoum Ceesay)
- La réception critique de Roots en Gambie in: Judith Misrahi-Barak (Hrsg.), Revisiting Slave Narratives I, Montpellier 2022, S. 427–442